# Tom Mandrake
Tom Mandrake é um desenhista de histórias em quadrinhos americanas, conhecido por seu trabalho ao lado do escritor John Ostrander, inicialmente na premiada série Grimjack, a partir de 1984, e, nos anos seguintes, em séries como Firestorm, The Spectre, Martian Manhunter. Mandrake foi aluno da The Kubert School, onde conheceu a então também aluna Jan Duursema. A cerimônia de casamento dos dois ocorreu dentro da própria escola, e ambos se tornaram desenhistas profissionais durante a década de 1980, colaborando tanto em conjunto quanto separadamente em diferentes revistas escritas por Ostrander. Ao lado do escritor Dan Mishkin, criou a série The Creeps em 2001.